# باسیل پولدوریس
باسیل پولدوریس (انگلیسی: Basil Poledouris; زاده ۲۱ اوت ۱۹۴۵ – درگذشته ۸ نوامبر ۲۰۰۶) یک موسیقی‌دان اهل ایالات متحده آمریکا-یونان بود. وی بین سال‌های ۱۹۷۰ تا ۲۰۰۳ میلادی فعالیت می‌کرد.
پولدوریس برنده جایزه امی شد

## بخشی از فیلم‌شناسی
- مرداب آبی (۱۹۸۰)
- کونان بربر (۱۹۸۲)
- کونان ویرانگر (۱۹۸۴)
- عقاب آهنی (۱۹۸۶)
- پلیس آهنی (۱۹۸۷)
- ویلی آزاد (۱۹۹۳)
- زبر و زرنگ‌ها! قسمت دوم (۱۹۹۳)
- پلیس آهنی ۳ (۱۹۹۳)
- روی زمین مرگبار (۱۹۹۴)
- هواپیمای محکومین (۱۹۹۷)
- سربازان سفینه (فیلم) (۱۹۹۷)
- بی‌نوایان (۱۹۹۸)